# Chris Denorfia
Christopher Anthony Denorfia (né le 15 juillet 1980 à Bristol, Connecticut, États-Unis) était un voltigeur des Yankees de New York de la Ligue majeure de baseball.

## Carrière
Après des études secondaires à la Choate Rosemary Hall High School de Wallingford (Connecticut), Chris Denorfia suit des études supérieures au Wheaton College où il porte les couleurs des Lyons.
Il est repêché le 4 juin 2002 par les Reds de Cincinnati au 19e tour de sélection. Il signe son premier contrat professionnel le 6 juin 2002. 
Denorfia passe trois saisons en Ligues mineures avant d'effectuer ses débuts en Ligue majeure le 7 septembre 2005.
Il rejoint les Athletics d'Oakland le 27 avril 2007 en retour de Marcus McBeth et Ben Jukich mais manque la totalité de la saison sur blessure. Il subit une Opération de type Tommy John trois semaines avant son transfert chez les A's. Denorfia fait son retour en Ligue majeure le 26 mars 2008.
En mars 2009, il prend part à la Classique mondiale de baseball avec l'équipe d'Italie. Avoir une grand-mère italienne lui ouvre cette sélection. Denorfia participe aux trois matchs de la Squadra, pour une moyenne au bâton de 0,400 et deux points produits.
Devenu agent libre à l'issue de la saison 2009, il s'engage chez les Padres de San Diego le 17 décembre 2009. Affecté en Triple-A en début de saison 2010, il est appelé dans l'effectif actif des Padres le 17 mai 2010.
Le 31 juillet 2014, les Padres de San Diego échangent Denorfia aux Mariners de Seattle contre le voltigeur Abraham Almonte et le lanceur droitier des ligues mineures Stephen Kohlscheen.
Après avoir maintenu une moyenne au bâton de 242 en 89 matchs pour les Padres, il ne récolte que 16 coups sûrs en 32 matchs des Mariners pour une moyenne de ,195 durant ce séjour. Il termine la saison 2014 avec 3 circuits, 21 points produits et une moyenne de ,230 en 121 parties jouées.
Le 9 janvier 2015, Denorfia conclut une entente d'une saison avec les Cubs de Chicago. Il frappe pour ,269 de moyenne au bâton avec 3 circuits en 103 matchs des Cubs en 2015 et participe pour la première fois de sa carrière aux séries éliminatoires, durant lesquelles il récolte un but-sur-balles en 6 passages au bâton.
Denorfia signe un contrat des ligues mineures avec les Yankees de New York le 2 mars 2016. Il est libéré de ce contrat le 27 mars suivant, quelques jours avant le début de la nouvelle saison.

## Statistiques
En saison régulière
| Statistiques de frappeur |            |     |     |    |    |    |    |    |     |    |       |
| Saison                   | Équipe     | G   | AB  | R  | H  | 2B | 3B | HR | RBI | SB | BA    |
| 2005                     | Cincinnati | 18  | 38  | 8  | 10 | 3  | 0  | 1  | 2   | 1  | 0,263 |
| 2006                     | Cincinnati | 49  | 106 | 14 | 30 | 6  | 0  | 1  | 7   | 1  | 0,283 |
| 2008                     | Oakland    | 29  | 62  | 10 | 18 | 3  | 0  | 1  | 9   | 2  | 0,290 |
| 2009                     | Oakland    | 4   | 2   | 1  | 0  | 0  | 0  | 0  | 1   | 0  | 0,000 |
| Totaux                   | Totaux     | 100 | 208 | 33 | 58 | 12 | 2  | 3  | 19  | 4  | 0,279 |

Note: G = Matches joués; AB = Passages au bâton; R = Points; H = Coups sûrs; 2B = Doubles; 
3B = Triples; HR = Coup de circuit; RBI = Points produits; SB = buts volés; BA = Moyenne au bâton 